# 格兰维尔·班托克
格兰维尔·班托克爵士，（英語：Sir Granville Bantock；1868年8月7日—1946年10月16日），英国作曲家，指挥家。出生于伦敦，并在皇家音乐学院学习。毕业后他在伦敦和利物浦任指挥，并首演了许多同时代作曲家的新作，如戴留斯的《布里格集市》等。1908年起先后在伯明翰大学和圣三一音乐学院执教，1930年受封为骑士，1946年于伦敦逝世。
班托克和西贝柳斯是好友，并受到他的很大影响。班托克多写作标题音乐，作品富于文学性。他的配器技巧高超，有时使用颇具创意的乐队编制（如《凯尔特交响曲》中使用了六架竖琴），并特别喜爱运用赫布里底群岛地区的凯尔特民歌。但总的来说，他的作品并无多少新意，现在已不常演出。

## 外部連結
- 格兰维尔·班托克的免费乐谱，由国际乐谱典藏计划提供
- . 英国国家档案馆.